# 安全超文本传输协议
安全超文本传输协议（英語：Secure Hypertext Transfer Protocol，縮寫：S-HTTP）是一个HTTPS URI scheme的可选方案，也是为互联网的HTTP加密通讯而设计。S-HTTP定义于 RFC 2660。
浏览器通常利用HTTP协议与服务器通讯，收发信息未被加密。安全敏感的事务，如电子商务或在线财务账户等信息，浏览器与服务器必须加密。当时HTTPS: URI scheme与S-HTTP二者在1990年代中期均已被定义来满足这一需求。窺鏡公司的網頁伺服器使用S-HTTP，不过占据浏览器市场的网景及微软公司支持HTTPS远胜S-HTTP，使得HTTPS成为安全万维网通讯的事实标准。